# Eugenio di Savoia (incrociatore)
L'Eugenio di Savoia fu un incrociatore leggero della Regia Marina italiana, appartenente alla classe Condottieri tipo Duca d'Aosta.
La nave venne così battezzata in onore del condottiero sabaudo del XVII secolo Eugenio di Savoia, principe di Savoia-Carignano, noto come Principe Eugenio che durante la guerra austro-turca fu protagonista a fianco del Re di Polonia Giovanni III Sobieski nella Battaglia di Vienna, nella Battaglia di Mohács a fianco di Carlo V di Lorena e nella battaglia di Zenta, dove al comando dell'esercito imperiale, sconfisse l'esercito ottomano, comandato dal sultano Mustafa II; successivamente il Principe Eugenio si sarebbe distinto nella Guerra di Successione Spagnola e nell'assedio di Torino del 1706 in cui sconfisse le truppe del duca La Feuillade cacciando in pratica i francesi dall'Italia.
Nello stesso periodo in cui l'Eugenio di Savoia era in servizio nella Regia Marina, nella Kriegsmarine operava l'incrociatore Prinz Eugen, intitolato allo stesso personaggio, cui in precedenza era stata dedicata nel corso della prima guerra mondiale nella Imperial-Regia Marina Austro-Ungarica la nave da battaglia della Classe Tegetthoff Prinz Eugen.

## Servizio
L'Eugenio di Savoia venne impostato nel 1933 nei cantieri Ansaldo di Genova Sestri, varato nel 1935 ed entrò in servizio nel 1936. Partecipò ad azioni nella guerra civile spagnola. Nel 1938 iniziò con il gemello Duca d'Aosta una circumnavigazione del globo che interruppe alla minaccia dello scoppio della seconda guerra mondiale. La partenza prevista per il 1º settembre 1938 avvenne il 5 novembre dello stesso anno da Napoli, mentre il ritorno che era previsto per il 25 luglio 1939 alla fine di gennaio del 1939 venne anticipato con il richiamo delle navi che rientrarono a La Spezia il 3 marzo 1939. Quale primo comandante dell'unità fu designato il capitano di vascello Massimiliano Vietina (dal 16 gennaio 1936 al 1938) ed il comandante in 2^ fu il capitano di fregata Ludovico Sitta, designato all'imbarco sin dal 13 settembre 1935.
In seguito i comandanti furono i capitani di vascello Antonio Muffone (1938) e Carlo De Angelis (1938-1940).

### Attività bellica
Allo scoppio della seconda guerra mondiale era inquadrato insieme al gemello Duca d'Aosta, al Montecuccoli e all'Attendolo nella VIIª Divisione Incrociatori nell'ambito della IIª Squadra di base a La Spezia come nave insegna dell'ammiraglio Luigi Sansonetti ed era dotato di idrovolanti IMAM Ro.43.
Nel corso del conflitto svolse principalmente compiti di scorta a convogli e di deposizione di campi minati. Il 9 luglio 1940 prese parte alla battaglia di Punta Stilo, primo scontro tra la Regia Marina e la Royal Navy.
Insieme al Montecuccoli e cinque cacciatorpediniere il 18 dicembre 1940 bombardò le postazioni greche sull'isola di Corfù.
Nell'estate del 1942, tra il 12 e il 16 giugno prese parte alla battaglia di mezzo giugno, innalzando l'insegna dell'ammiraglio Da Zara, riuscendo a mettere fuori combattimento, insieme al Montecuccoli il cacciatorpediniere HMS Bedouin, affondato poco dopo da un aerosilurante S.M.79, e ad incendiare la grossa petroliera Kentucky, che si era fermata dopo essere stata colpita da aerei tedeschi. Nella stessa estate, due mesi dopo, tra il 10 e il 15 agosto prese alla battaglia di mezzo agosto.
Mentre si trovava ormeggiato a Napoli il 4 dicembre 1942, giorno di Santa Barbara, venne colpito durante un bombardamento da un Liberator, riportando danni alla parte posteriore dello scafo riparabili in 40 giorni, mentre tra l'equipaggio si ebbero 17 morti e 46 feriti. Gli aerei americani partiti dall'Egitto arrivarono indisturbati sulla città in quanto scambiati per una formazione di Ju 52 tedeschi, sganciando le loro bombe da oltre 6000 metri di altitudine, colpendo anche il Montecuccoli che, oltre ad avere avuto 44 morti e 36 feriti ebbe bisogno di ben sette mesi di lavori, e il Muzio Attendolo, che colpito al centro da una o due bombe venne danneggiato sotto la linea di galleggiamento inclinandosi poi semiaffondato. Lo scafo del Muzio Attendolo venne recuperato e demolito al termine del conflitto.
Tornato in servizio, nel gennaio 1943 l'Eugenio di Savoia abbatté due bombardieri nemici.
All'armistizio dell'8 settembre la nave si trovava a La Spezia, da dove, insieme alle altre due unità che in quel momento costituivano la VII Divisione, il Montecuccoli e l'Attilio Regolo, alle corazzate Roma, Vittorio Veneto e Italia della IX Divisione, i cacciatorpediniere Mitragliere, Fuciliere, Carabiniere e Velite della XII Squadriglia, i cacciatorpediniere Legionario, Oriani, Artigliere e Grecale della XIV Squadriglia ed una Squadriglia di torpediniere formata da Pegaso, Orsa, Orione, Ardimentoso e Impetuoso, salpò per congiungersi con il gruppo navale proveniente da Genova, formato dalle unità della VIII Divisione, costituita da Garibaldi, Duca degli Abruzzi e Duca d'Aosta e dalla torpediniera Libra, per poi consegnarsi agli alleati a Malta assieme alle altre unità navali italiane provenienti da Taranto. Il gruppo, dopo essersi riunito con le unità provenienti da Genova, per ottenere un'omogeneità nelle caratteristiche degli incrociatori, il Duca d'Aosta passò dalla VIII alla VII Divisione, sostituendo l'Attilio Regolo che entrò a far parte della VIII Divisione, con l'Eugenio di Savoia che innalzava l'insegna dell'ammiraglio Romeo Oliva. Durante il trasferimento la Roma, nave ammiraglia dell'ammiraglio Carlo Bergamini, affondò tragicamente nel pomeriggio del 9 settembre al largo dell'Asinara centrata da una bomba Fritz X sganciata da un Dornier Do 217 della tedesca Luftwaffe. A prendere il comando della flotta diretta a Malta, dopo l'affondamento dalla Roma, fu proprio l'ammiraglio Oliva, che adempì ad una delle clausole armistiziali, quello di innalzare il pennello nero del lutto sui pennoni ed i dischi neri disegnati sulle tolde, mentre l'ammiraglio Bergamini, che avvertito telefonicamente da De Courten dell'armistizio ormai imminente, e delle relative clausole che riguardavano la flotta, era andato su tutte le furie per poi formalmente accettare con riluttanza gli ordini, aveva lasciato gli ormeggi innalzando però il gran pavese e non adempiendo così a tale clausola.
Dopo aver raggiunto Malta l'11 settembre, la nave venne internata ad Alessandria d'Egitto. Fino all'armistizio aveva effettuato 25 missioni di guerra per 25.000 miglia di navigazione. Il 13 ottobre con la dichiarazione di guerra del Regno del Sud alla Germania e l'inizio della cobelligeranza la nave dopo il rientrò in Italia, fu dislocata a Suez dove prese parte ad esercitazioni con gli Alleati per l'addestramento dei piloti agli attacchi aeronavali.
Il 29 febbraio 1944 la nave, in rientro da Suez con a bordo parte degli equipaggi delle corazzate Italia e Vittorio Veneto, venne gravemente danneggiata dopo avere urtato una mina presso Punta Stilo riuscendo però a raggiungere con i propri mezzi Taranto, dove rimase fino alla fine del conflitto.

### Comandanti nel periodo bellico
- Capitano di vascello Carlo De Angelis dal 16 agosto 1938 al 20 febbraio 1941;

- Capitano di vascello Giuseppe Lubrano Di Negozio dal 21 febbraio 1941 al 5 gennaio 1942;

- Capitano di fregata Carlo Resio dal 6 gennaio al 10 febbraio 1942 (interinale);

- Capitano di vascello Franco Zannoni dall'11 febbraio al 31 ottobre 1942;

- Capitano di vascello Pietro Sandrelli dal 1º novembre 1942 al 16 aprile 1943;

- Capitano di vascello Ferrante Capponi dal 17 aprile al 3 settembre 1943;

- Capitano di vascello Carlo Tallarigo dal 4 settembre 1943 al 9 luglio 1944;
- Capitano di fregata Renato Lucchesini dal 10 luglio al 16 agosto 1944;

- Capitano di vascello Francesco Camicia dal 17 agosto 1944 alla fine della guerra, nel 1945.

## Elli
Dopo la fine della guerra in base alle clausole del trattato di pace, dopo essere stato rimesso in efficienza, il 26 giugno 1951, venne ceduto come riparazione per i danni di guerra alla Grecia.
Entrato a far parte della Marina ellenica venne ribattezzato Elli (in greco: Έλλη) in ricordo dell'incrociatore leggero greco affondato dal sommergibile italiano Delfino (al comando del capitano di corvetta Giuseppe Aicardi) il 15 agosto 1940 nei pressi dell'isola greca di Tino.
Nella nuova marina di appartenenza ricoprì il ruolo di ammiraglia della flotta e venne usato da re Paolo I di Grecia durante le visite di stato a Istanbul nel giugno del 1952, in Jugoslavia nel settembre 1955, a Tolone in Francia, nel giugno 1956 e in Libano nel maggio 1958.
Nel 1959 venne destinato a Suda nell'isola Creta, in qualità di nave comando della flotta dello Ionio.
La nave, messa in disarmo nel 1965, venne usata, durante la dittatura dei colonnelli, come nave-prigione per i membri della Marina oppositori del regime fino al 1973, quando venne avviata alla demolizione.